# Петко Данев
Петко Данев е български политик и кандидат-член на ЦК на БКП.

## Биография
Роден е през 1942 г. Бил е първи секретар на Градския комитет на БКП във Варна, както и генерален директор на комбината за радиолокационна и навигационна апаратура „Черно море“. От 5 април 1986 до 1990 г. е кандидат-член на ЦК на БКП. Умира на 26 април 2017 г. във Варна.